# ボブ・ウォレス
ボブ・ウォレス（英語: Bob Wallace、1938年10月4日 - 2013年9月19日）は、ニュージーランドオークランド出身の自動車技術者、メカニック、テストドライバーである。自動車メーカー「ランボルギーニ」初期のロードカー「ミウラ」「カウンタック」等の開発を担当した。

## 概要・略歴

### 幼い頃
ウォレスは1938年にニュージーランドのオークランドで生まれ、10代の頃からレーシングカーに情熱を注ぐようになり、オートレースに参加、ニュージーランドのレースで地元および国際的なドライバーやメカニックに会った。当初、ロータスで働くためにイギリスに移住し、1959年にイタリアに移り、ゲリーノ・ベルトッチからマセラティで働くよう招待された。ウォレスには友人のジョン・オールソンが同行したが、どちらもイタリア語が話せなかった。ウォレスがイタリアに到着したとき、彼はマセラティで仕事を得ることができず、レーシングチームのカモラディUSAとスクーデリアセレニッシマのメカニックとして働いた。カモラディ在籍中、ウォレスはチームのマセラティティポ61「バードケージ」とシボレーコルベットの超軽量バージョンに取り組んだ。その後、セレニッシマチームで、フェラーリ250GTOとフェラーリ250TR61スパイダーファントゥッツィに取り組み、この活動は、1960年の終わりに、彼がフェラーリのチーフメカニックとして接点を持つことを許されたスクーデリアフェラーリとのコラボレーションを開始したフォーミュラ1選手権でフィル・ヒルチャンピオンシップを獲得し、ニュルブルクリンク1000kmの1960年と1961年には、マセラティバードケージが支配的だった。ウォレスはチーフメカニックのポジションを保持し、マセラティが競争に勝つことを保証した。1963年、専門家のメカニックをしたかったフォーミュラ1チームフェラーリに戻り、グランツーリスモに革命を起こし、サンタガタボロネーゼを拠点とする新しい自動車メーカーオートモビリランボルギーニSpAの一部となった。

### ランボルギーニ
1963年のレースシーズンに続いて、ウォレスはサンタガタボロネーゼの当時の新しい工場でランボルギーニに雇われた。当初、彼の役割は、メカニックとして、つまり「トラブルシューター」として350GTの生産を支援することだった。彼はすぐに工場で車両評価の才能があると認められ、その後、道路開発エンジニアとしての職務を含むランボルギーニのチーフテストドライバーになった。ランボルギーニのテストの大部分は、オートストラーダや山岳道路などの公道で実施されたが、近くのバラノサーキットなどの線路でも車が走った。路上テスト中、ウォレスはフェラーリとマセラティのテストドライバーと直接、またはミラノとモデナのオートストラーダ料金所の間の105マイルの距離などの時間制限のある走行を通じて非公式の競争に参加することがよくあった。
1965年、ウォレスはジャンパオロ・ダラーラとダラーラの当時アシスタントであったパオロ・スタンツァーニと協力してランボルギーニミウラを開発した。彼はミウラプロトタイプと生産車の広範な路上テストを実施し、ミウラSとSVバージョンの開発を知らせた。彼はまた、400 GT、イスレロ、ウラッコ、ジャラマ、エスパーダ、そして最も広範囲に渡って、LP500プロトティーポのロードテストを含むカウンタックの開発にも参加した。
ウォレスは、メーカー在籍中にランボルギーニロードカーの軽量で高性能なバージョンを3台作成した。かかわらず、フェルッチオ・ランボルギーニのレースに関わることの不本意、ウォレスは、ランボルギーニの生産モデルは、偉大な競争の可能性を持っていたとして彼の主導で、これらの修正版を建て信じコンセプトの証明演習とテストラバ。これらのスペシャルの最初で最もよく知られているのは、ミウラP400イオタだった。Jotaを作成した後、WallaceはJarama＃10350を変更して、Jarama "Bob"、RS、またはRallyを作成した。彼は、強化されたシャーシ、軽量のボディパネル、変更された空気力学、アップグレードされたサスペンション、ミウラホイール、推定380 bhpを生成する再加工されたエンジンなど、この車に多くのレース指向の変更を加えた。最終ウォーレス特別第三から作成Urraco「ボブ」（又はラリーとしても知られる）、であったUrracoプリプロダクションプロトタイプ。車は軽量化され、剛性が増し、空力性能が向上し、ロールケージ、6速トランスアクスル、特別な「クアトロバルボール」3.0リッターV8エンジンが搭載された。310bhpを生成するエンジン。これは、ミサノサーキットでの1回の外出で、実際にレースを行った3つの工場で製造されたウォレスランボルギーニのうちの1つだった。
ウォレスは、1974年にフェルッチオランボルギーニが会社を売却した後、1975年にランボルギーニを去り、ステルツェル・スタニスラオ（Sterzel Stanislao）、ヴァレンティノ・バルボーニ（Valentino Balboni）らがテストドライバーを引き継いだ。